# South Cambridgeshire
South Cambridgeshire ist ein District in der Grafschaft Cambridgeshire in England. Er umringt die Stadt Cambridge. Der Verwaltungssitz ist Cambourne, bis 2004 wurde South Cambridgeshire ebenfalls von Cambridge aus verwaltet.
Weitere bedeutende Orte sind Balsham, Bar Hill, Bassingbourn cum Kneesworth, Bourn, Cambourne, Cherry Hinton, Comberton, Cottenham, Duxford, Fulbourn, Gamlingay, Great Shelford, Harston and Hauxton, Haslingfield, Histon and Impington, Linton, Melbourne, Meldreth, Milton, Oakington, Sawston, Stapleford, Swavesey und Waterbeach.
Der Bezirk wurde am 1. April 1974 gebildet und entstand aus der Fusion der Rural Districts Chesterton und South Cambridgeshire.
Koordinaten: 52° 12′ N, 0° 8′ O